# Danh sách vở opera Việt Nam

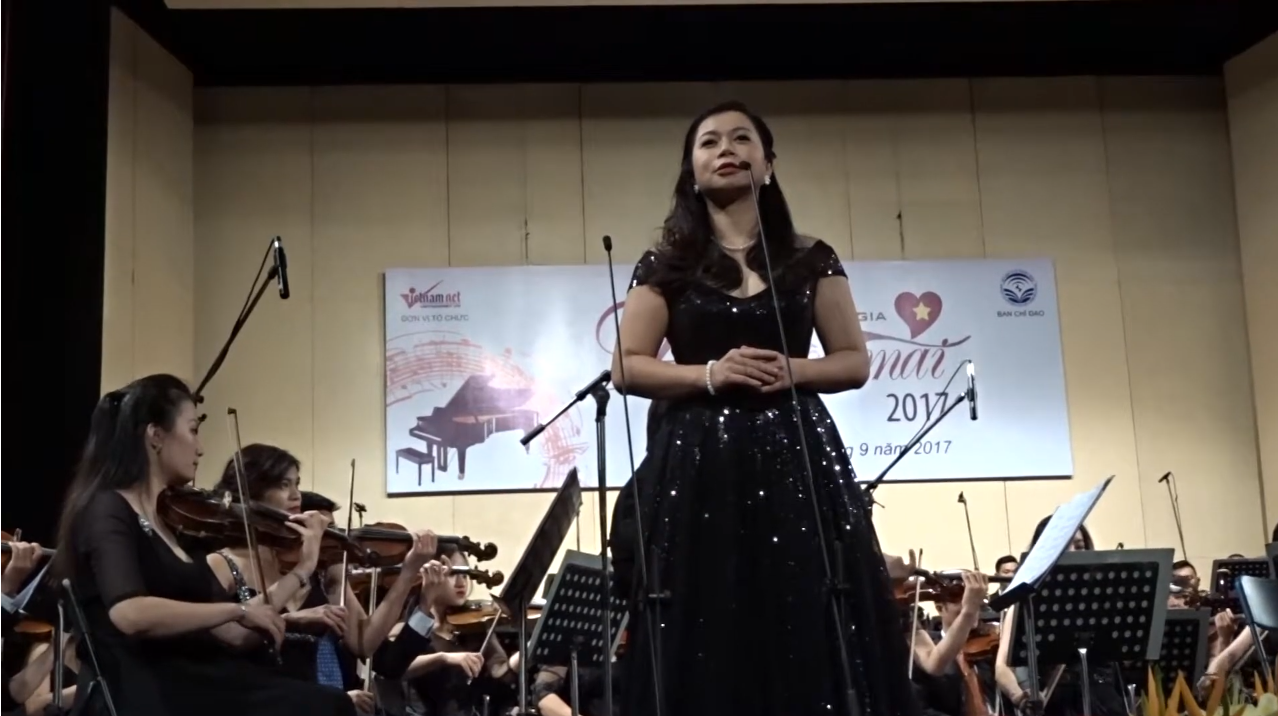
Ca sĩ opera Hương Diệp cùng Dàn nhạc Giao hưởng Việt Nam đang trình bày aria "Em nghĩ sao không ra" trích từ vở "Cô Sao" của Đỗ Nhuận.

Vở Opera Việt Nam đầu tiên chính thức được sáng tác năm 1965 với tựa đề "Cô Sao", tính tới năm 2025 có 16 vở opera được ghi nhận là tồn tại. Theo một nhận định, sự ra đời của opera tại Việt Nam là nằm trong khoảng thời gian kết hợp giữa hai yếu tố "nội sinh" và "ngoại sinh". Theo đó, yếu tố nội sinh xuất phát từ sự tích tụ kinh nghiệm, khát vọng của người sáng tác với những thành tựu đã đạt được trong lĩnh vực ca cảnh, ca kịch từ giai đoạn trước. Yếu tố ngoại sinh đến từ việc hình mẫu kịch hát cổ điển châu Âu được phổ biến tại Việt Nam cuối những năm 1950 và 1960. Sự hiện diện của những vở opera nước ngoài trên sân khấu Việt Nam được xem là một trong những yếu tố quyết định đến sự ra đời của opera của quốc gia này.
Đỗ Nhuận là nhạc sĩ Việt Nam tiên phong, cũng là người đặt nền móng cho thể loại opera tại Việt Nam. 2 vở opera Cô Sao và Người tạc tượng của ông là hai tác phẩm đã giúp cho Đỗ Nhuận có vị trí lớn trong nền nhạc kịch, ca kịch nói chung tại Việt Nam.
Năm 1978, Nguyễn Thiên Đạo sáng tác vở opera mang tên Mỵ Châu – Trọng Thủy, đánh dấu tên tuổi của bản thân trong làng âm nhạc cổ điển thế giới đương đại. Đây được xem là vở nhạc kịch đầu tiên của Việt Nam được thế giới biết đến như một tác phẩm "mang tiếng nói dân tộc đặc sắc và thủ pháp biểu hiện mới mẻ". Trải qua 2 lần công diễn và dàn dựng, Cô Sao, bản opera đầu tiên của Việt Nam đã bị thất lạc bản tổng phổ, sau đó đã được con trai Đỗ Nhuận là Đỗ Hồng Quân lên kế hoạch phục dựng. Sau gần 40 năm kể từ lần công diễn thứ hai, vở opera được dàn dựng lại nhân kỷ niệm 90 năm ngày sinh của Đỗ Nhuận vào năm 2012. Việc phục dựng và công diễn lần thứ 3 của Cô Sao đã mang nhiều ý nghĩa với nền âm nhạc Việt Nam khi lần đầu người dân nơi đây được xem một loại hình nghệ thuật có tính chất quốc tế như opera. Tuy vậy những năm 20 của thế kỷ 21, Việt Nam vẫn chưa có cơ hội thuận lợi cho opera phát triển, qua đó suốt nhiều thập niên qua, opera vẫn bị xem là thiếu vắng trên sân khấu Việt Nam. Một nghiên cứu nhận định đa phần khán giả Việt còn chưa xem bất cứ vở opera nào.
Ngày 9 tháng 12 năm 2022, nhằm chuẩn bị cho sự kiện kỷ niệm 50 năm thiết lập quan hệ ngoại giao Nhật Bản – Việt Nam, một dự án trọng tâm là vở opera Công nữ Anio đã được công bố tại Nhà riêng Đại sứ. Sự kiện này đã nhận được sự quan tâm, tham dự của đông đảo các vị khách mời phía Việt Nam.

## Danh sách
Danh sách dưới đây chỉ liệt kê những vở opera đã được công bố, công diễn hoặc đã được các nguồn sách báo nghiên cứu với thời gian rõ ràng.

### Opera của người Việt
| STT | Tên                     | Tác giả chính                          | Bố cục | Năm sáng tác | Năm công diễn lần đầu | Tham khảo            |
| --- | ----------------------- | -------------------------------------- | ------ | ------------ | --------------------- | -------------------- |
| 1   | Cô Sao                  | Đỗ Nhuận                               | 3 màn  | 1965         | 1965                  | [ 1 ] [ 9 ]          |
| 2   | Bông sen                | Hoàng Việt, Lưu Hữu Phước và Nguyễn Vũ | 1 màn  | 1967         | 1968                  | [ 10 ] [ 11 ]        |
| 3   | Bên bờ Krông Pa         | Nhật Lai                               | 3 màn  | 1968         | 1968                  | [ 12 ] [ 13 ]        |
| 4   | Người tạc tượng         | Đỗ Nhuận                               | 3 màn  | 1968         | 1968                  | [ 14 ] [ 15 ] [ 16 ] |
| 5   | Nguyễn Trãi ở Đông Quan | Đỗ Nhuận                               | 3 màn  | 1980         |                       | [ 17 ] [ 18 ] [ 19 ] |
| 6   | Tình yêu của em         | Nguyễn Đình Tấn                        | 3 màn  | 1981         |                       | [ 19 ] [ 20 ] [ 21 ] |
| 7   | Người giữ cồn           | Ca Lê Thuần                            | 2 màn  | 2009         | 2013                  | [ 22 ] [ 23 ] [ 24 ] |
| 8   | Lá đỏ                   | Đỗ Hồng Quân                           | 2 màn  | 2013         | 2016                  | [ 25 ] [ 26 ]        |
| 9   | Bài ca tình yêu         | Doãn Nho                               | 2 màn  | 2014         | 2022                  | [ 27 ] [ 28 ]        |
| 10  | Công nữ Anio            | Trần Mạnh Hùng                         | 4 màn  | 2022         | 2023                  | [ 6 ] [ 29 ]         |
| 11  | Vầng trăng Điện Biên    | Đỗ Hồng Quân                           | 2 màn  | 2024         |                       | [ 30 ] [ 31 ] [ 32 ] |

### Opera của người Việt hải ngoại
Là những vở opera do người Việt Kiều sáng tác, có thể được công diễn ở Việt Nam hoặc ở nước ngoài.
| STT | Tên tiếng Việt         | Tên ngôn ngữ gốc          | Tác giả chính      | Bố cục | Năm sáng tác | Năm công diễn lần đầu | Tham khảo     |
| --- | ---------------------- | ------------------------- | ------------------ | ------ | ------------ | --------------------- | ------------- |
| 1   | Mị Châu – Trọng Thuỷ   |                           | Nguyễn Thiên Đạo   | 2 màn  | 1978         | 1978                  | [ 33 ] [ 34 ] |
| 2   |                        | Lorenzo de' Medici        | Phan Quang Phục    |        | 2006         | 2007                  | [ 35 ]        |
| 3   | Câu chuyện bà Thị Kính | The Tale of Lady Thị Kính | Phan Quang Phục    | 2 màn  | 2014         | 2014                  | [ 36 ] [ 37 ] |
| 4   | Trong bụng ngựa        | What the Horse Eats       | Phan Quang Phục    | 5 màn  | 2018         | 2018                  | [ 38 ]        |
| 5   | Khung cảnh lãng quên   | Paysage dans L'Oubli      | Olivier Dhénin Hữu | 5 màn  | 2023         | 2023                  | [ 39 ] [ 40 ] |

### Những tác phẩm khác
Là những tác phẩm nhạc kịch được sáng tác theo chuẩn mực opera, tuy nhiên còn nhiều nghi vấn hoặc thiếu sót khiến cho những tác phẩm này chưa hoàn toàn được công nhận là một vở opera hoàn chỉnh.
| Tên               | Tác giả chính | Bố cục | Năm sáng tác | Năm công diễn lần đầu | Ghi chú | Nguồn tham khảo             |
| ----------------- | ------------- | ------ | ------------ | --------------------- | --- | --------------------------- |
| Đất nước đứng lên | An Thuyên     | 6 màn  | 2005         | 2005                  | - Thiếu sót ouverture - Chưa tách bạch giữa múa và hát - Nghi vấn vi phạm bản quyền, dựa trên nguyên tác của Nguyên Ngọc | [ 41 ] [ 42 ] [ 43 ] [ 44 ] |